# François Gilles Guillot
Pour les articles homonymes, voir Guillot.
François Gilles Guillot, né le 17 août 1759 à Angers (Maine-et-Loire), mort le 26 janvier 1818 à Draguignan, est un général français de la Révolution et de l’Empire.

## États de service
Entré comme soldat dans le régiment de Lyonnais-Infanterie le 6 juin 1775, il passe comme sergent dans celui de Maine, le 15 juillet 1780 au dédoublement du régiment de Lyonnais. Sergent-major au même corps le 17 février 1788, il est nommé adjudant sous-officier le 29 avril suivant, et devient quartier-maître trésorier du 28e régiment d'infanterie (ci-devant Maine) le 1er avril 1791.
Promu capitaine au même corps le 6 novembre 1792, il fait les premières guerres de la Révolution française aux armées du Var et d'Italie, au siège de Toulon et à l'armée des Pyrénées orientales de 1792 à l'an III inclusivement. Nommé chef de bataillon commandant l'infanterie légère à l'armée d'Italie, par le général en chef Brunet, il n'est point confirmé dans ce grade ; mais sa conduite à l'affaire du 8 septembre 1793, au-dessus de Lantosca, et à celle du 28 vendémiaire an II, à l'attaque de Gilette, où il est blessé d'un coup de feu à la jambe droite, lui mérite le grade d'adjudant-général chef de brigade, qui lui est conféré le 13 brumaire suivant.
Il rend d'importants services pendant le siège de Toulon, et prend une part distinguée à l'enlèvement de la redoute anglaise, ce qui le fait nommer général de brigade par arrêté du représentant du peuple près l'armée devant Toulon le 30 frimaire de la même année (20 décembre 1793). Il commande l'avant-garde de l'armée des Pyrénées orientales au siège de Saint-Elme et de Collioure, et est blessé d'un coup de feu au bras droit à l'attaque des redoutes espagnoles le 30 brumaire an III. Passé à l'armée d'Italie, il y fait les guerres des ans IV et V, et est réformé le 28 ventôse de cette dernière année.
Remis en activité le 3 germinal an VI, il est successivement employé depuis cette époque jusqu'au mois de messidor an VIII aux armées d'Angleterre, de l'Ouest, et dans la 13e division militaire. Le 9 brumaire an IX il est appelé au commandement du département du Var dans la 8e division militaire. Créé membre de la Légion d'honneur le 19 frimaire an XII, il en est nommé commandant le 25 prairial suivant, et continue de servir dans la 8e division militaire jusqu'au mois de novembre 1808, époque à laquelle il va prendre le commandement de la 2e brigade de la 1re division du 7e corps de l'armée d'Espagne ; il fait les campagnes de 1808, 1809 et 1810 en Catalogne, et est créé baron de l'Empire le 15 août 1810.
En 1811, il commande le 1er arrondissement de la haute Catalogne, sous les ordres du colonel général Baraguay-d'Hilliers, commandant en chef de cette province. Assurer les communications de l'armée avec la France, surveiller les postes ennemis, se porter sur les divers points où ils se présentent pour les disperser, tel est l'objet de sa mission. La place de Figuières est située dans son commandement.
La garnison française capitule le 19 août 1811, et le général Guillot est délivré après quarante-neuf jours de la plus dure captivité. Par jugement du 23 août la commission militaire, instituée à cet effet, condamne à la peine de mort Marques, Junyez et Floretta comme coupables d'avoir livré le château de Sant Ferran aux insurgés espagnols, elle condamne également, par contumace, à la même peine les nommés Pons (Genis) et Pons (Pierre). Quant au général Guillot, il est immédiatement conduit, par ordre de l'Empereur, à la citadelle de Perpignan pour y être détenu jusqu'à nouvel ordre.
L'Empereur décide qu'un conseil d'enquête examinerait la conduite des officiers supérieurs qui commandaient lors de la surprise du fort, ainsi que les trois officiers subalternes, Minalès sous-lieutenant, faisant les fonctions d'adjudant de place, Celentani, chef de bataillon des troupes napolitaines, et Flaviono, sous-lieutenant au 2e régiment de ligne napolitain, et qui se trouve de garde au poste de la porte principale. Une commission, prise dans le sein du conseil d'État et composée de MM. les comtes Andréossi, président de la section de la guerre, Gassendi et Lavalette, examine avec beaucoup d'attention toutes les pièces qui lui sont adressées par le ministre de la guerre, relativement à cette affaire, et déclare dans son rapport approuvé par l'Empereur le 8 mai 1812, que le général Guillot ne pouvait être aucunement soupçonné d'intelligence avec l'ennemi, et qu'en rendant une entière justice à la fidélité de cet officier général, elle aurait voulu pouvoir se convaincre en même temps qu'il n'avait aucune faute d'imprévoyance et de négligence à se reprocher, mais qu'il était des points à l'égard desquels les pièces fournies ne donnaient que peu ou pas de renseignements, et qui ne pouvaient être bien éclaircis que par des confrontations et des débats.
Conformément aux conclusions de ce rapport, l'Empereur décrète le 12 mai 1812 ; que le général Guillot, le colonel Yann et les trois autres officiers seraient traduits devant un conseil de guerre extraordinaire convoqué à Perpignan.  Après une  procédure longue et minutieuse, le général Guillot comparut devant le conseil. Les débats s'ouvrent le 19 novembre 1813, et par jugement du 24, il est condamné à la peine de mort à la majorité de cinq voix, comme coupable de négligence, d'insouciance et d'imprévoyance dans son service, en sa qualité de commandant du premier arrondissement de la Haute Catalogne, et d'avoir été la cause de la perte du fort de Figuières, soumis à son commandement. 
Ses coaccusés sont absous. La sévérité extrême de ce jugement n'obtient point la sanction de l'opinion publique. Le 26 du même mois le général Guillot se pourvoit auprès de la Cour de cassation qui, par arrêt du 25 janvier 1814, annule le jugement rendu et renvoie l'accusé devant un autre conseil de guerre pour y être procédé à une nouvelle instruction à partir de l'interrogatoire inclusivement et à un nouveau jugement. Mais cette disposition ne peut être exécutée par suite des événements politiques survenus en France à cette époque. Enfin le 13 mai 1814, Louis XVIII rend une ordonnance, portant : « Le général de brigade Guillot sera mis en liberté, et il ne sera donné aucune suite à l'accusation qui lui a été faite d'avoir été la cause de la perte du fort de Figuières en 1811. »
Réintégré dans son grade de maréchal de camp le 14 juillet suivant, et nommé au commandement de l'arrondissement de Barcelonnette (Basses-Alpes) le 31 août de la même année, il est fait chevalier de Saint-Louis.
Lorsque l'Empereur est revenu de l'île d'Elbe, le général Guillot est mandé à Paris le 19 avril 1815. Il se présente aux Tuileries un jour de réception. L'Empereur l'aperçoit, il n'a point oublié que tous deux ils ont été faits généraux de brigade le même jour au siège de Toulon, et il se rappelait la vive affection qui les unissait autrefois ; s'approchant de cet officier général, il lui dit avec une bienveillance toute cordiale : « Tu ne m'en veux pas, Guillot ; on a été bien sévère, mais que tout soit oublié. » — « Sire », lui répondit le général pénétré de la plus vive émotion, « je suis toujours le même, toujours aussi dévoué à Votre Majesté. »
Les rapides événements qui, pour la deuxième fois renversent le trône impérial, empêchent Napoléon de donner suite à la réparation que sa justice réservait au général Guillot, qui reste en disponibilité. Au second retour des Bourbons, il est admis à la retraite par ordonnance royale du 6 octobre de la même année, il est mort à Draguignan (Var) le 26 janvier 1818.